# Peter Bonke
Peter Bonke, född 24 december 1942, är en dansk skådespelare.

## Filmografi
- Nu stiger den (1966)
- Mig og min lillebror (1967)
- Min søsters børn vælter byen (1968)
- Jeg elsker blåt (1968)
- Kys til højre og venstre (1969)
- Helle for Lykke (1969)
- Hurra for de blå husarer (1970)
- 1970 – Nana
- Manden på Svanegården (1972)
- 1974 – Jorden runt med Fanny Hill
- Le toubib (1979)
- Trois hommes á abattre (1980)
- Une affair d' hommes (1981)
- Couples et amants (1994)
- Pédale douce (1996)
- L'lle au bout du monde (1998)